# Кинделан, Марио
Марио Сесар Кинделан Меса (исп. Mario César Kindelán Mesa, род. 10 августа 1971 года в Ольгине, Куба) — кубинский боксёр-любитель, двукратный олимпийский чемпион (2000 и 2004), трёхкратный чемпион мира (1999, 2001 и 2003) и двукратный чемпион Панамериканских игр (1999 и 2003). Выиграл все крупнейшие турниры, в которых принял участие, кроме Кубка Мира в Астане, где проиграл казаху Руслану Мусинову. Считается одним из сильнейших боксёров-любителей за всю историю.
Двоюродный брат кубинского бейсболиста Орестеса Кинделана, чемпиона Олимпийских игр 1992 и 1996 годов.